# De spokenjagers
De spokenjagers is het achtendertigste stripverhaal uit de reeks van Suske en Wiske. Het is geschreven door Willy Vandersteen en gepubliceerd in De Standaard en Het Nieuwsblad van 31 maart 1956 tot en met 8 augustus 1956. 
De eerste albumuitgave was in 1956, destijds in de Vlaamse ongekleurde reeks met nummer 28. In 1967 verscheen het verhaal in de Vierkleurenreeks met albumnummer 70. De geheel oorspronkelijke versie verscheen in 1996 nog eens in Suske en Wiske Klassiek.

## Locaties
- België, kasteel Rodeldal, de Ardennen, hotel Au Jambon[1] D’Ardennes.

## Personages
- Suske, Wiske met Schanulleke, tante Sidonia, Lambik, Jerom, melkboer, postbode, barones Marie Henriette Lamer de Rodeldal, Henri Joseph Lamer de Rodeldal (burgemeester en landloper), piloot, de 6 galgenbroeders (spoken), vrachtwagenchauffeur, machinist.

## Het verhaal
Jerom heeft tijdens een bezoek aan de dokter een deftige dame ontmoet, de barones Lamer de Rodeldal. Hij gaat nu als huisknecht voor haar werken. Jerom vindt dat hij genoeg heeft geleerd en wil nu zelf geld gaan verdienen. Wiske geeft hem Schanulleke mee.
Tante Sidonia hoort enkele dagen later van de melkboer dat het spookt op het kasteel Rodeldal. De postbode brengt het wasgoed en een brief van Jerom, die schrijft dat er geen ander personeel aanwezig is. Tante Sidonia besluit om middernacht eens te bellen en hoort een enorm gebrom, waarop Jerom vertelt dat dit elke nacht gebeurt. Dan wordt Jerom beschoten en dit blijkt door de barones te zijn gedaan; zij wil niet dat Jerom nog rondloopt als het donker is. De vrienden gaan naar Rodeldal maar krijgen onderweg een auto-ongeluk en belanden in een sloot.
Een landloper vertelt dat het spookt op het kasteel Rodeldal en als ze aanbellen blijkt hij de bel te hebben gesaboteerd. Als er schoten klinken stormen ze binnen, Jerom blijkt de landloper verslagen te hebben. De barones komt thuis en Jerom blijkt een galante butler te zijn, alhoewel hij zijn eigenaardigheden wel houdt. De vrienden blijven logeren op het kasteel, maar Jerom moet van de barones zorgen dat de vrienden hun kamer ’s nachts niet kunnen verlaten. Lambik valt per ongeluk uit het raam en de landloper wordt weer ontdekt maar kan opnieuw ontkomen. De vrienden worden in dienst genomen, tante Sidonia en Wiske moeten voor de kamers zorgen, Suske wordt tuinman en Lambik wordt kok en chef. Jerom is boos omdat hij eerder in dienst was en wil vertrekken, maar Lambik vraagt hem – onder kleine dwang van de anderen – of Jerom niet hun leider wil worden. Suske ziet Jerom praten met de landloper maar loopt tegen een hark. Jerom wil zijn vrienden niks vertellen en als de barones tijdens een ritje op haar paard opnieuw wordt aangevallen door de landloper besluit ze op reis te gaan. Suske wordt tot boswachter benoemd en krijgt een geweer, hij ziet hoe Jerom ’s nachts een lichtsignaal geeft aan de landloper maar raakt de man kwijt.
Wiske ziet de landloper uit een kist kruipen. Ze verstopt zich door aan het raam te gaan hangen in de toren en volgt Jerom en de landloper in een geheime gang. Tante Sidonia en Lambik blijken de gang ook al ontdekt te hebben en ze vinden een kist. Jerom en de landloper kunnen met de kist ontkomen en willen die verstoppen in een hut in het bos, maar Suske houdt hen tegen. De landloper kan ontsnappen en Jerom weigert de kist te openen. Hij wil wachten tot de barones thuis komt, maar Lambik daagt hem uit tot een spelletje eenentwintigen en wint. Tante Sidonia geeft Jerom een slaapmiddel. De vrienden gooien vervolgens de kist in de auto en rijden naar de Ardennen. Ze merken niet dat de landloper op een motor volgt. De kist valt in een afgrond en de vrienden gaan naar hotel Au Jambon D’Ardennes. Suske en Wiske gaan ’s nachts naar de afgrond en zien de landloper het touw van de kist halen, hij vertrekt en de kinderen zien dan dat de kist beweegt. Er blijken zes spoken in de kist te zitten en ze snijden het touw door. De spoken vertellen waar ze vandaan komen: de broer van de barones was ooit burgemeester, maar door de lastertaal van zijn zus werd hij uit zijn ambt ontzet en moet nu als landloper door het leven. De barones sloot de spoken van de laster die ze zelf had opgeroepen op in een kist om te voorkomen dat zij op Rodeldal bleven rondwaren. Deze spoken waren de kwade woorden die zij had uitgesproken tegen haar broer. De landloper wil de spoken echter bevrijden om zich op zijn zus te wreken; laster wreekt zich immers op de lasteraar. Suske en Wiske willen de spoken tegenhouden, maar deze hebben het touw waar ze mee naar beneden klommen los gemaakt. De volgende ochtend worden Suske en Wiske gevonden in de afgrond en ze gaan allen richting het kasteel. De auto wordt vernield door een rotsblok wat door de spoken wordt gegooid. De vrienden gaan op een fiets verder en zien de 6 galgenbroeders in een auto.
Een vliegtuigje maakt een noodlanding en Lambik repareert het toestel. De vrienden vliegen verder maar het vliegtuigje moet opnieuw een noodlanding maken als het wordt geraakt door ballonnen met dynamietpatronen die opgelaten zijn door de spoken. De vrienden omsingelen een ruïne met vangnetten, schijnwerpers en zendertjes. Lambik wil niet naar “leider” Sidonia luisteren en vangt eigenwijs een spook, maar deze kan ontkomen en Lambik wordt gevangengenomen. De vrienden kunnen toch 1 spook vangen en redden Lambik, die door de spoken vastgebonden op een bootje de rivier is opgeduwd, uit een waterval. Lambik bekent dat hij eigenwijs was en laat tante Sidonia beslissen wat er gaat gebeuren. De spoken komen op een trein, maar deze ontploft doordat ze dynamiet in de oven gooien. De vrienden kunnen de spoken inrekenen, maar door een stommiteit van Lambik kunnen 2 ontkomen. De landloper zorgt ervoor dat de spoken in het kasteel komen en ze treiteren de barones. De landloper ziet in dat hij fout bezig is. Als Jerom ontwaakt kan hij de spoken doodgewoon opzuigen met de stofzuiger. Broer en zus vallen elkaar nu in de armen en ze verzoenen zich, waarbij de barones haar excuses aanbiedt voor de lasterpraat tegenover haar broer(de landloper), want praten over iemand is tenslotte heel slecht, waarna de spoken opeens in het niets verdwijnen. Sidonia heeft hier een eenvoudige verklaring voor: "waar vergiffenis geschonken wordt, wijkt het kwaad."
Jerom gaat met zijn vrienden mee naar huis. Hij wil tante Sidonia weer gaan helpen met het huishouden.

## Achtergronden bij het verhaal
- In dit verhaal rijden Suske, Wiske en tante Sidonia langs een reclamebord waarop de hond Bessy staat afgebeeld. Vandersteen was op het moment dat De spokenjagers uitkwam net met deze nieuwe strip begonnen.

## Musical
In juli 2002 ging een musical in première, gebaseerd op het verhaal De spokenjagers. De musical is zowel in België als in Nederland opgevoerd, de laatste voorstelling was in februari 2003. De rolverdeling was:
- Suske: Sébastien De Smet
- Wiske: Femke Stoop
- Lambik: Ronald Van Rillaer
- Sidonia: Jeroen Maes, vervangen door Frank De Peuter
- Jerom: Ivan Pecnik
- De barones: Gerdy Swennen
- Broer van de barones: Door Van Boeckel